# أرتور فيشر
أرتور فيشر (بالألمانية: Artur Fischer)‏ هو مخترِع ومهندس ورائد أعمال ألماني، ولد في 31 ديسمبر 1919 في Waldachtal ‏ في ألمانيا، وتوفي بنفس المكان في 27 يناير 2016.

## وصلات خارجية
- أرتور فيشر على موقع مونزينجر (الألمانية)